# Kampung Pondok (Pariaman Tengah)
Kampung Pondok is een bestuurslaag in het regentschap Pariaman van de provincie West-Sumatra, Indonesië. Kampung Pondok telt 1508 inwoners (volkstelling 2010).